# Apollon Maleatas
Als Apollon Maleatas (altgriechisch Ἀπόλλων Μαλεάτας Apóllōn Maleátas) wurde der griechische Gott Apollon in Epidauros und Sparta verehrt.
Der Ursprung dieses Namens ist unbekannt. Im Allgemeinen wird angenommen, dass es schon zur Mykenischen Zeit einen Gott namens Maleatas gab. Dieser soll ein Fruchtbarkeitsgott gewesen sein, der jedoch auch über Heilkräfte verfügte. Später verschmolz er mit Apollon zu Apollon Maleatas. In diesem Zusammenhang wurde auch der Heilgott Paian, der Apollon nahe stand und manchmal mit diesem gleichgesetzt wurde, verehrt.
Andere Forscher führen den Namen Maleatas auf das Kap Malea im Süden Lakoniens zurück. Hier stand jedoch ein Tempel des Poseidon und nicht des Apollon. Der antike griechische Dichter Isyllos aus Epidauros führt den Namen auf den König oder Heros Malos zurück. Dieser soll dem Gott Apollon Maleatas zuerst einen Altar errichtet und ihm geopfert haben. An dieser Stelle entstand das Heiligtum des Apollon Maleatas.